# Mariakyrkan, Barth
Mariakyrkan (tyska: St.-Marienkirche) är en gotisk kyrkobyggnad i Barth i Tyskland. Kyrkan uppfördes i tegel i mitten av 1200-talet och omnämns första gången 1333.
Från 1857 till 1863 restaurerades kyrkorummet, som utformades i nygotisk stil. Restaureringen leddes av arkitekten Friedrich August Stüler. I dag är Mariakyrkan församlingskyrka i Barths evangeliska församling.